# Châlons-du-Maine
Châlons-du-Maine é uma comuna francesa na região administrativa da Pays de la Loire, no departamento de Mayenne. Estende-se por uma área de 9,66 km². Em 2010 a comuna tinha 716 habitantes (densidade: 74,1 hab./km²).